# Борок (Корюківський район)
Боро́к — село в Україні, у Холминській селищній громаді Корюківського району Чернігівської області. Населення становить 49 осіб. До 2016 орган місцевого самоврядування — Козилівська сільська рада.

## Географія
Село розташоване на березі р. Убідь за 42 км від районного центру і залізничної станції Корюківка та за 5 км від селищної ради. Висота над рівнем моря — 160 м.
Селом тече річка Бобрик.

## Історія
12 червня 2020 року, відповідно до розпорядження Кабінету Міністрів України № 730-р «Про визначення адміністративних центрів та затвердження територій територіальних громад Чернігівської області», увійшло до складу Холминської селищної громади.
19 липня 2020 року, в результаті адміністративно-територіальної реформи та ліквідації Корюківського району, увійшло до складу новоутвореного Корюківського району Чернігівської області.